# 1885 Herero
1885 Herero este un asteroid din centura principală, descoperit pe 9 august 1948 de Ernest Johnson.